# Maureen Beck
Maureen Beck es una alpinista estadounidense y especialista en escalada adaptada. Nacida sin brazo inferior izquierdo, ha ganado seis títulos nacionales y obtuvo una medalla de oro en el Campeonato Mundial de Paraescalada de España de 2014.
Beck es de Ellsworth, Maine y se graduó de la Universidad de Vermont. Convirtió la escalada en un desafío personal cuando durante un campamento de verano un monitor le dijo que no era necesario que ella participase en las pruebas de escalada. Como no había apoyo para escalar con una sola mano, ideó una forma de hacerlo ella misma. Acompañó a Jim Ewing en una escalada a la Torre de la Flor de Loto en el Circo de los Inescalables. En 2016 participó en los Campeonatos del Mundo en París, defenciendo la medalla de oro.
El documental de 2018 "Stumped", dirigido por Cedar Wright y Taylor Keating narra la historia de Beck y su carrera como escaladora.Ha sido seleccionada por National Geographic como la Aventurera del Año 2019. En 2022 quedó en segundo lugar en la Copa del Mundo de Paraescalada de la IFSC.
Beck ha formado parte de la Junta Directiva del American Alpine Club y de USA Climbing. También es la Directora de Programación del Festival de Escaladores Adaptados, de gran éxito.

## Reconocimientos
En 2019, Beck fue nombrada Aventurera del año de National Geographic. En mayo de 2022, Beck quedó en segundo lugar en la Copa del Mundo de Paraescalada de la IFSC.